# Zastava Vijetnama
Zastava Socijalističke republike Vijetnam poznata je i kao "crvena zastava sa žutom zvijezdom". Usvojena je 30. studenog 1955. dok je Vijetnam bio demokratska republika. Državnom je zastavom postala nakon Vijetnamskog rata 2. srpnja 1976.
Na zastavi se nalazi žuta zvijezda petokraka koja predstavlja Vijetnamce kao narod. Njenih pet krakova predstavljaju radnike, seljake, vojnik, intelektualce i trgovce. Zastavu je dizajnirao komunist Nguyen Huu Tien,  tijekom revolucije protiv francuskog kolonijalizma. Revolucija je propala, a on je pogubljen s vođama revolucije. 

Neki vijetnamski imigranti koji žive izvan zemlje koriste zastavu bivšeg Južnog Vijetnama kao svoj simbol. SAD su priznale ovu zastavu kao Vijetnamsku zastavu kulturnog nasljeđa i slobode. Zastava stoji na dva memorijalna mjesta u Kaliforniji i Australiji. Vijetnam se protivi ovom stavu, ističući da su oni samostalna i nezavisna država s diplomatskim odnosima sa SAD-om.